# Limnophora longispatula
Limnophora longispatula är en tvåvingeart som beskrevs av Xue och Tong 2003. Limnophora longispatula ingår i släktet Limnophora och familjen husflugor. Inga underarter finns listade i Catalogue of Life.